# ГЕС Roanoke Rapids
ГЕС Roanoke Rapids — гідроелектростанція у штаті Північна Кароліна (Сполучені Штати Америки). Знаходячись після ГЕС Гастон, становить нижній ступінь каскаду на річці Roanoke, яка дренує східний схил Аппалачів та впадає до затоки Batchelor Bay (частина лагуни Албемарл, котра відокремлена від Атлантичного океану Зовнішніми мілинами).
В межах проекту річку перекрили бетонною гравітаційною греблею висотою 22 метри та довжиною 930 метрів, яка потребувала 187 тис. м3 матеріалу. Вона утримує витягнуте по долині річки на 13 км водосховище з площею поверхні 18,6 км2 та об'ємом 95 млн м3.
Інтегрований у греблю машинний зал обладнали чотирма пропелерними турбінами потужністю по 23,8 МВт, які використовують напір у 22,7 метра. Відпрацьована вода прямує по прокладеному паралельно до русла річки каналу довжиною 2,3 км, спорудженому для створення додаткового напору.
У 2010 році греблю обладнали пристроями для забезпечення природної міграції вугра.